# Episodi di E.R. - Medici in prima linea (terza stagione)
La terza stagione della serie televisiva E.R. - Medici in prima linea è andata in onda negli Stati Uniti sulla NBC dal 26 settembre 1996 al 15 maggio 1997.
In Italia la stagione è andata in onda su Rai 2 dal 16 ottobre 1997 al 2 aprile 1998.
Laura Innes, dopo aver ricoperto come personaggio ricorrente il ruolo di Kerry Weaver, entra nel cast regolare.
Sherry Stringfield, dopo aver ricoperto il ruolo di Susan Lewis, esce di scena nell'ottavo episodio. Ritornerà in seguito nell'ottava stagione.
Maria Bello compare in tre episodi come personaggio ricorrente nel ruolo di Anna Del Amico. Verrà promossa a personaggio regolare nella quarta stagione.
| nº | Titolo originale                           | Titolo italiano              | Prima TV USA      | Prima TV Italia  |
| -- | ------------------------------------------ | ---------------------------- | ----------------- | ---------------- |
| 1  | Dr. Carter, I Presume                      | Una lezione per Carter       | 26 settembre 1996 | 16 ottobre 1997  |
| 2  | Let the Games Begin                        | Appuntamenti a sorpresa      | 3 ottobre 1996    | 16 ottobre 1997  |
| 3  | Don't Ask, Don't Tell                      | Una situazione imbarazzante  | 10 ottobre 1996   | 23 ottobre 1997  |
| 4  | Last Call                                  | La coscienza di Doug         | 17 ottobre 1996   | 23 ottobre 1997  |
| 5  | Ghosts                                     | Halloween                    | 31 ottobre 1996   | 30 ottobre 1997  |
| 6  | Fear of Flying                             | Il volo di Susan             | 7 novembre 1996   | 30 ottobre 1997  |
| 7  | No Brain, No Gain                          | Onde di interferenza         | 14 novembre 1996  | 6 novembre 1997  |
| 8  | Union Station                              | Buon viaggio Susan           | 21 novembre 1996  | 6 novembre 1997  |
| 9  | Ask Me No Questions, I'll Tell You No Lies | La verità                    | 12 dicembre 1996  | 13 novembre 1997 |
| 10 | Homeless for the Holidays                  | Un Natale buono              | 19 dicembre 1996  | 13 novembre 1997 |
| 11 | Night Shift                                | Richiami ufficiali           | 16 gennaio 1997   | 20 novembre 1997 |
| 12 | Post Mortem                                | Cassiopea                    | 23 gennaio 1997   | 20 novembre 1997 |
| 13 | Fortune's Fools                            | Scherzi del destino          | 30 gennaio 1997   | 27 novembre 1997 |
| 14 | Whose Appy Now?                            | L'appendicite di Benton      | 6 febbraio 1997   | 27 novembre 1997 |
| 15 | The Long Way Around                        | La rapina                    | 13 febbraio 1997  | 4 dicembre 1997  |
| 16 | Faith                                      | Con tutto il cuore           | 20 febbraio 1997  | 4 dicembre 1997  |
| 17 | Tribes                                     | Bianco e nero                | 10 aprile 1997    | 19 marzo 1998    |
| 18 | You Bet Your Life                          | Questione di vita o di morte | 17 aprile 1997    | 19 marzo 1998    |
| 19 | Calling Dr. Hathaway                       | Joel                         | 24 aprile 1997    | 26 marzo 1998    |
| 20 | Random Acts                                | Momenti difficili            | 1º maggio 1997    | 26 marzo 1998    |
| 21 | Make a Wish                                | Buon compleanno Carol        | 8 maggio 1997     | 2 aprile 1998    |
| 22 | One More for the Road                      | Il figlio di Benton          | 15 maggio 1997    | 2 aprile 1998    |

## Una lezione per Carter
- Titolo originale: Dr. Carter, I Presume
- Diretto da: Christopher Chulack
- Scritto da: John Wells

### Trama
Primo giorno da medico per John Carter: il giovane si sente pieno di energie e pronto a tutto. È fresco dell'esperienza fatta in Pronto Soccorso e conosce già il suo responsabile, il dottor Peter Benton. Ci penserà proprio quest'ultimo a fargli passare la voglia di lavorare, assegnandogli due turni di notte consecutivi e affidandogli tutta la gestione del Pronto Soccorso. Carter è deluso, poiché si aspettava di andare immediatamente nel reparto di Chirurgia: non si rende conto, invece, della fiducia che Benton gli accorda lasciandogli per una notte le redini di tutto.
Arrivano i risultati del test HIV fatto da Jeanie e Peter alla fine della scorsa stagione: la donna è sieropositiva, il medico no. Mentre Benton tira un sospiro di sollievo e festeggia con la famiglia, Jeanie entra in crisi e decide di non dire nulla a Morgenstern e Greene, per paura di perdere il lavoro. In ospedale ritroviamo tutti i protagonisti della scorsa serie: il dottor Mark Greene, ormai divorziato da Jennifer, il dottor Doug Ross, come sempre alla ricerca di nuovi amori, la dottoressa Susan Lewis, che comincia a riprendersi dall'assenza della nipotina, la dottoressa Kerry Weaver, pragmatica e inflessibile, l'infermiera Carol Hathaway, riassunta dopo le dimissioni, e gli assistenti Jerry, Lydia, Randi e Haleh.

## Appuntamenti a sorpresa
- Titolo originale: Let the Games Begin
- Diretto da: Tom Moore
- Scritto da: Lydia Woodward

### Trama
Ansiosi di riprendere la loro vita dopo le recenti sventure, Greene e Susan si danno agli appuntamenti al buio, con esiti disastrosi: alla fine le rispettive fiamme scapperanno insieme, e i due capiscono di non essere tagliati per questo genere di cose. Anche Doug si dà alla pazza gioia: sia in ospedale che fuori, è sempre un'occasione buona per avvicinare delle donne. Carter, nel pieno della sua specializzazione, è perseguitato dalla vicina di casa: accanita fumatrice, non appena scoperto che lui è un medico non gli dà un attimo di tregua. Kerry Weaver prende il suo ruolo di referente molto sul serio e propone di rivoluzionare l'architettura dell'ospedale: ma a Chicago è periodo di tagli alla sanità e il County General è a rischio di chiusura. Mentre Carol cerca senza successo di vendere la casa, troppo grande per lei rimasta da sola, e perde addirittura la macchina, Jeanie comincia ad assumere i farmaci anti-AIDS. La povera donna è in crisi, divisa tra la paura per il futuro e l'angoscia per il fatto di poter continuare a lavorare: al County General, solo Benton è informato della sua malattia, e il medico non si mostra certamente gentile con lei. Né lo è con il povero Carter, che continua a cercare l'occasione di entrare in sala operatoria.

## Una situazione imbarazzante
- Titolo originale: Don't Ask, Don't Tell
- Diretto da: Perry Lang
- Scritto da: Paul Manning e Jason Cahill

### Trama
Susan ha deciso di andare in vacanza alle Hawaii e non sta più nella pelle al pensiero di una settimana di mare: parlando con l'amico Greene, le scappa un «Vuoi venire con me?». L'imbarazzo fra i due è palese: mentre Susan si chiede come il medico interpreterà la sua proposta, quest'ultimo impazzisce tentando di capire se sia una proposta galante ed esplicita. Greene tentenna, chiedendo consigli anche a Doug: ma nel momento in cui decide di andare, Susan ritira la sua proposta, e parte lasciando il medico solo e confuso. Intanto, buone notizie sul destino del County General: a essere chiuso non sarà l'ospedale, ma il pronto soccorso South Side. Un riassorbimento di personale causa dei forti cambiamenti nell'équipe ospedaliera: il dottor Morgenstern viene trasferito, e viene sostituito da Donald Anspaugh, un uomo eccentrico e severo. Nuovi acquisti sono anche la tirocinante Maggie Doyle, che instaura subito un rapporto conflittuale con Carol (soprattutto quando il loro professore di chimica arriva all'ospedale e si scopre che le due hanno frequentato lo stesso college) e la dottoressa Abby Keaton, ritenuta una delle migliori chirurghe pediatriche. Benton decide di specializzarsi con lei, e rimane colpito dalla sua umanità e simpatia. Mentre il palazzo di Carter va a fuoco, distruggendo il suo appartamento e costringendolo a tornare con i genitori, Kerry Weaver rivela a Jeanie di avere esattamente compreso la sua situazione: sa che la donna è sieropositiva, ma non la caccerà, e la invita a continuare il lavoro come se nulla fosse successo.

## La coscienza di Doug
- Titolo originale: Last Call
- Diretto da: Rod Holcomb
- Scritto da: Samantha Howard Corbin e Carol Flint

### Trama
Nel pieno della notte, Doug arriva in ospedale portando con sé una donna svenuta e in preda alle convulsioni: ella aveva passato la notte con lui dopo che si erano conosciuti a una festa la sera prima, ed era completamente ubriaca. Doug si rende conto, sgomento, di non sapere nemmeno il nome della donna: questa muore dopo un'ora di tentata rianimazione, e il medico è sotto shock. L'autopsia rivela che a esserle fatale era stato un mix di alcolici e cocaina: Greene immediatamente insiste perché l'amico faccia il test anti droga. Doug si ritiene offeso e litiga pesantemente con lui; ma quando arriva in ospedale la sorella della donna, rivelando la sua epilessia, il medico si sente male e riflette su quanto ha fatto nell'ultimo periodo. Per lui le donne sono sempre state esclusivamente un passatempo: Doug va a cercare consolazione dalla sua vecchia fiamma Carol, che per lui non ha nemmeno una parola di conforto. L'infermiera è sommersa dai debiti e accetta di condividere l'appartamento nei fine settimana con la madre, che le pagherà una sorta di affitto. Carter attira l'attenzione di Abby Keaton riuscendo a calmare una paziente molto agitata: la dottoressa invece dice a Benton che è assolutamente incapace nei rapporti umani. Carol prende la sua rivincita sull'altezzosa Maggie Doyle quando la aiuta a fare una visita ginecologica a una paziente. Jeanie deve fare i conti con la sua nuova vita: in ospedale arriva, accompagnando un paziente, un uomo bellissimo, che è corteggiato da tutte le infermiere. Questo mostra ben presto particolari attenzioni per lei e alla fine le chiede di uscire: la donna si sente morire ma rifiuta, non essendo ancora pronta a svelare a qualcuno la sua sieropositività.

## Halloween
- Titolo originale: Ghosts
- Diretto da: Richard Thorpe
- Scritto da: Neal Baer

### Trama
Alla festa di Halloween tutto il policlinico si traveste! L'intero staff dei medici si prepara per una serata danzante, che Haleh allieterà con le sue notevoli doti canore. Mentre Doug pian piano si riprende dalla crisi, è Mark ad attraversare un brutto periodo: il dottor Greene, infatti, ha concentrato tutte le sue energie sul lavoro per non pensare al divorzio e alla figlia lontana, e si arrabbia alquanto nel momento in cui viene sorpassato da Kerry Weaver. Quest'ultima entra nelle grazie di Anspaugh, che le promette una cattedra da docente. Per Benton continuano le avventure: proseguono, parallelamente, i difficili rapporti con i tirocinanti e con la dottoressa Keaton, che cerca di migliorare il pessimo rapporto di Peter con i bambini. Mentre Doug e Carol hanno un avventuroso turno in ambulanza, Carter notifica i suoi primi decessi, e stringe un legame con una bambina a cui dovrà dire che ha perso il padre. Mentre Jeanie sta tentando faticosamente di recuperare il matrimonio con Al, in ospedale arriva un'anziana signora in fin di vita, accompagnata dal marito: si scoprirà poi che ella soffriva di depressione e che l'uomo l'aveva aiutata a morire. Il forte legame fra i due mette quindi in crisi Jeanie, che accusa Al di averla uccisa. Nel frattempo, Susan torna dalle vacanze: rivedere Greene presenta qualche sfumatura di imbarazzo, ma il rapporto tra i due è tornato alla normalità. In tutto questo, l'inquietante presenza di un fantasma si aggira per il quinto piano del County General.
- Guest star: Kirsten Dunst (Charlie)

## Il volo di Susan
- Titolo originale: Fear of Flying
- Diretto da: Christopher Chulack
- Scritto da: Lance Gentile

### Trama
Greene e Susan si preparano per un turno con l'elicottero: la dottoressa, tuttavia, manifesta subito la paura di volare. Una macchina si è rovesciata a un incrocio per la collisione con un camion: dentro c'è un'intera famiglia con Megan, una bambina di dieci giorni. Gli adulti e il fratello vengono soccorsi immediatamente, ma la bimba, che subito sembra stare bene, si rivela invece estremamente grave. Susan sconfigge la sua paura di volare portandola da sola al County General: a operarla pensano Doug, la dottoressa Keaton e Benton. Il team fa di tutto per salvare la piccola: Benton, nel tentativo di riportarla a uno stato cosciente, ignora le disposizioni di Abby e provoca delle complicazioni. Quando il pediatra interviene, la situazione si appiana ma resta estremamente grave: Megan è salva, ma intubata e senza conoscenza. Carol, molto presa dallo studio per l'esame per entrare alla facoltà di Medicina, è alle prese con una nuova infermiera del reparto di Ortopedia, che non sapendo bene dove mettere le mani combina disastri. Jeanie invece deve mantenere sotto ghiaccio un paziente deceduto che vuole farsi conservare criogenicamente.

## Onde di interferenza
- Titolo originale: No Brain, No Gain
- Diretto da: David Nutter
- Scritto da: Paul Manning

### Trama
Il dottor Benton e la dottoressa Keaton combattono disperatamente per la vita di Megan, la bambina di dieci giorni vittima di un incidente stradale. La piccola è intubata e vi sono pochissime possibilità di sopravvivenza, ma Benton continua ostinatamente la sua lotta. Allo stesso modo, Benton cerca di salvare un paziente già dato per morto, entrando in contrasto con Doug che gli suggerisce più volte di lasciar perdere: un tredicenne accoltellato arriva in pronto soccorso, e nonostante abbia già perso molto sangue Peter riesce a rianimarlo per ben tre volte. Ma il ragazzo è rimasto troppo tempo in ipossia, e al dottor Benton non rimane che decretarne la morte cerebrale di fronte alla madre disperata. Mentre Carol continua a studiare per l'esame di ammissione alla facoltà di medicina, Greene soffre per pene d'amore: il medico si è ormai reso conto di essersi innamorato di Susan, e la gelosia lo spinge a vedere un rapporto intimo fra la dottoressa Lewis e il dottor Morgenstern. Quando affronta l'amica, Susan gli confessa la verità: non si sta vedendo con l'ex primario, ma sta progettando un trasferimento a Phoenix, per cominciare una nuova vita vicino alla piccola Suzy e a Chloe. Nel frattempo Carter e Abby, presi da uno slancio di passione, si baciano e coronano così il rapporto. Lo specializzando si batte inoltre per la salvezza di un paziente affetto da cancro alla gola: secondo John, l'uomo non è in condizioni di intendere e di volere e quindi non può prendere decisioni importanti sul suo futuro, tra cui se sottoporsi o meno all'operazione. Il richiamo di Carter viene ignorato, e il paziente muore per uno stroke cerebrale: quando il rivale glielo fa notare, i due si prendono a pugni. Il difficile rapporto fra Carol e la nuova inserviente culmina in un brutto incidente: a causa della negligenza di quest'ultima, uno sportivo perde il piede. L'inserviente se ne va, ma dichiara a Carol che la sua presenza in pronto soccorso è solamente frutto di una manovra per indurre i dipendenti al licenziamento, introducendoli in ambienti a loro completamente sconosciuti e facendo così perdere loro la pensione massima.

## Buon viaggio Susan
- Titolo originale: Union Station
- Diretto da: Tom Moore
- Scritto da: Carol Flint

### Trama
Tutto il County General è in fermento per la partenza ormai ufficiale di Susan: inservienti, infermieri e medici si uniscono nell'organizzarle una festa di addio nella sala generale. Carter e la dottoressa Keaton proseguono clandestinamente il loro rapporto: tra i due c'è un'ottima intesa fisica, ma Abby gli confessa di non volere una storia seria, dal momento che per lei si profilano quattro mesi in Pakistan. Benton viene raggiunto in pronto soccorso dall'amica Carla, con cui ha incominciato a vedersi; il medico viene inoltre spinto dalla stessa dottoressa Keaton a palesare la propria opinione nei confronti degli specializzandi, e quindi a dire a Carter che nonostante gli incidenti è molto soddisfatto di lui. Greene non sa come affrontare la partenza di Susan: la situazione è particolarmente scomoda, dal momento che il dottore si prepara a subentrare all'amica nel suo vecchio appartamento. Carol parla con l'amministrazione del problema relativo alle pensioni e ai turni in reparti diversi da quello di appartenenza: le viene consigliato di rappresentare il County General, unendosi al consiglio dell'ospedale. Lydia e il suo fidanzato decidono improvvisamente di sposarsi, dando luogo a una bizzarra cerimonia in ospedale. Doug spinge Greene ad andare all'Union Station, da cui Susan partirà, per confessarle finalmente il suo amore: dopo una rocambolesca corsa, i due si ritrovano davanti al treno in partenza. Mark confessa a Susan di amarla e la supplica di non partire: la dottoressa Lewis però è decisa, e abbraccia il suo amico di sempre, dicendogli che sentirà molto la sua mancanza. Mentre Mark guarda impotente il treno in partenza, Susan gli urla un inutile «Ti amo anch'io!» dal finestrino.

## La verità
- Titolo originale: Ask Me No Questions, I'll Tell You No Lies
- Diretto da: Paris Barclay
- Scritto da: Barbara Hall

### Trama
Al Boulet arriva al County General per delle analisi, e si ferma per qualche giorno. Viene visitato dal dottor Greene, che scopre la sua sieropositività: Mark si chiede quindi se anche l'ex moglie Jeanie possa essere affetta dalla stessa malattia. Il medico affronta l'infermiera, che nega tutto, sostenendo di avere già fatto il test e che questo è risultato negativo. Non convinto, Mark ne parla con Kerry Weaver, che è a conoscenza del problema di Jeanie: la donna, tuttavia, mantiene il segreto della collega e non rivela nulla al dottore. Greene cerca quindi, per vie non proprio legali, di visionare i risultati delle analisi di Jeanie: quando ci riesce, sconvolto, le proibisce il contatto con i pazienti, spedendola a lavorare al banco di accettazione. Mentre Jeanie si trova quindi, ancora una volta, a dover affrontare i problemi completamente sola, Carter e Abby continuano la loro relazione clandestina: lo specializzando svela al medico che la sua famiglia è molto ricca e possiede addirittura un'intera collina. Carol decide di unirsi al consiglio dell'ospedale, e continua a combattere la battaglia del pronto soccorso: l'infermiera ottiene che vengano soppressi i turni in reparti diversi da quello di appartenenza, ma le sue azioni innescano una serie di conseguenze che finiscono con l'essere malviste dalle colleghe. A rallegrare le giornate di Benton, arriva un'ottima notizia: Megan, la bimba di due mesi, sta miracolosamente bene, si è svegliata ed è pronta a tornare a casa con i genitori dopo il tremendo incidente.

## Un Natale buono
- Titolo originale: Homeless for the Holidays
- Diretto da: Davis Guggenheim
- Scritto da: Samantha Howard Corbin

### Trama
Al County General è di nuovo Natale. Mentre tutto l'ospedale si anima e si illumina, Anspaugh fa convocare il dottor Greene e la dottoressa Weaver: è assolutamente necessario prendere una decisione sulla situazione di Jeanie, e dovranno essere proprio loro due a farlo. Mentre Mark è convinto di dover informare i pazienti della situazione, Kerry lascerebbe svolgere a Jeanie praticamente ogni mansione, prendendo solamente qualche precauzione in più. I due medici non riescono ad appianare le loro divergenze, e Jeanie rivela a tutto il pronto soccorso la sua sieropositività: nel frattempo, Doug si trova nuovamente a fronteggiare la tredicenne Charlie, da lui conosciuta durante l'esperienza in ambulanza. La ragazzina porta in ospedale un bambino, sostenendo di essere la sua baby sitter: il dottor Ross scopre che il piccolo ha un tumore, e Charlie fa di tutto per entrare nelle grazie del medico, arrivando addirittura a farsi ospitare la notte di Natale ma rubandogli per tutta risposta il portafoglio. La partenza di Abby è sempre più vicina, e Carter vuole trascorrere le ultime giornate con lei: il futuro medico trascura così l'amico e coinquilino, il tirocinante Dennis Gant, affidato come lui qualche anno prima alle grinfie di Benton, che sta attraversando un periodo difficile dopo la rottura con la sua ragazza. Quest'ultimo trascorre la notte di Natale con l'amante Carla. In pronto soccorso, infine, arriva un barbone in fin di vita, dopo l'azione di alcuni teppisti che lo hanno bruciato vivo; l'uomo muore per le ustioni riportate, e Greene ne eredita il cane, che decide di regalare alla figlia. Il medico, inoltre, compie un grande lavoro su se stesso, arrivando a farsi medicare da Jeanie e a dirle che deve continuare a lavorare al County General.
- Guest star: Kirsten Dunst (Charlie)

## Richiami ufficiali
- Titolo originale: Night Shift
- Diretto da: Jonathan Kaplan
- Scritto da: Paul Manning

### Trama
L'ospedale ha problemi economici e Carol, in quanto infermiera dirigente, deve decidere chi far licenziare fra le colleghe. La donna cerca di appianare le cose riducendo i turni straordinari al personale, ma l'iniziativa, nonostante salvi i posti di lavoro, non riceve un grande apprezzamento dai colleghi. Mentre a sorpresa Chuny e Greene iniziano un flirt che culminerà in una notte insieme, il dottor Benton cerca di farsi raccomandare dalla dottoressa Keaton per proseguire la specializzazione in chirurgia pediatrica. Abby però non gli concede questo favore, spiegandogli che ha tutte le carte in regola per diventare un ottimo chirurgo, ma in un altro campo. Quando Benton prova ad avvicinare un altro chirurgo pediatrico, viene rimandato a parlare con la dottoressa: quando Peter entra di scatto nel suo ufficio e la trova con Carter, la sorpresa è grande, ma la correttezza professionale di entrambi i medici li porta a non concludere comunque l'accordo. Benton deve così cambiare specializzazione, e apostrofa duramente e pubblicamente il povero Gant. Quest'ultimo si rivolge ad Anspaugh, che chiama a testimoniare Carter: dovendo scegliere fra l'amico e il suo responsabile, John prende le distanze. Mentre Abby parte, Doug e Carol trascorrono dei momenti assieme, ricordando il periodo della loro relazione. Greene ha a che fare con una paziente affetta da meningite che non vuole essere curata: il medico, ignorando addirittura l'ingiunzione di un avvocato, decide di procedere comunque con il trattamento. Nel finale, in pronto soccorso arriva un uomo in fin di vita che si è buttato sotto la metropolitana: il suo viso è ormai irriconoscibile, ma dallo squillo del cercapersone uno stupefatto Benton e un terrorizzato Carter lo riconoscono per Dennis Gant.

## Cassiopea
- Titolo originale: Post Mortem
- Diretto da: Jacque Elain Toberen
- Scritto da: Carol Flint

### Trama
Dennis Gant è morto, e Carter si trova da solo a combattere con i fantasmi lasciati dalla sua morte. Dopo una prima fase, la polizia archivia il caso parlando di morte accidentale, ma John è convinto che l'amico si sia suicidato a causa della disfatta amorosa e delle pressioni subite sul lavoro, soprattutto da parte di Benton. Dopo la commemorazione funebre, lo studente affronta il medico, dicendogli che entrambi portano il peso della morte di Gant e che fingere che non sia successo nulla non cambierà le cose, ma non riuscendo a scuotere la glaciale calma che Benton si porta sempre appresso. Le infermiere entrano in sciopero per rivendicare i propri diritti, e Carol, lasciata da sola a gestire un ospedale, provoca la morte di un paziente con una trasfusione sbagliata. Charlie ritorna al County General in cerca di Doug: il medico inizialmente non fa caso alle sue richieste di aiuto, ma poche ore dopo la ragazzina torna in ospedale dopo essere stata picchiata e violentata. La tredicenne chiede a gran voce di essere affidata proprio al dottor Ross, ma l'assistente sociale scopre che Charlie non è sola al mondo: la madre, seppure un po' svagata e piena di contrasti con la figlia, abita a pochi chilometri dall'ospedale. Al County General arriva un paziente in preda a crisi di vomito: si sospetta il virus ebola. Jeanie esce con il medico specializzato in malattie infettive, credendolo erroneamente omosessuale; quando lui la bacia, però, la donna è costretta a rivelargli di essere sieropositiva.
- Guest star: Kirsten Dunst (Charlie)

## Scherzi del destino
- Titolo originale: Fortune's Fools
- Diretto da: Michael Katleman
- Scritto da: Jason Cahill

### Trama
Il dottor Benton sembra non reagire a tutto quello che gli succede intorno, affrontando ogni giornata con un'apatia crescente: il chirurgo si dimentica di assistere Carter in un'importante relazione, portandolo a fare una figuraccia di fronte a tutto l'ospedale. Carla raggiunge Peter in ospedale, rivelandogli di essere incinta: questo non migliora la situazione già precaria del dottore, che appare assolutamente indifferente a tutto. Carter decide quindi di passare nell'équipe della dottoressa Hicks. Greene e Chuny rompono la loro breve relazione, assicurandosi però di mantenere buoni rapporti: Mark si tuffa così in un appuntamento con una campionessa di pallanuoto, capitata al County General per una frattura. I due responsabili del pronto soccorso, Greene e Weaver, devono mostrare il reparto ai nuovi tirocinanti: mentre Mark otterrà un gran successo fra gli studenti, così non sarà per Kerry. Doug ha a che fare con un bimbo, convinto di essere Superman per contrastare il trauma legato alla morte del padre; Carol decide invece di confessare alla stampa il suo errore per salvare lo sciopero delle sue colleghe, dal momento che la morte del paziente a causa di una trasfusione sbagliata era stata usata per seppellire le motivazioni della protesta. La coraggiosa infermiera salva così le colleghe, ma viene sospesa fino a nuovo ordine, lasciando temporaneamente il posto di dirigente ad Haleh. Jeanie e il dottor Greg Fischer hanno occasione di incontrarsi nuovamente dopo il loro primo disastroso appuntamento, ma la donna mantiene le distanze.

## L'appendicite di Benton
- Titolo originale: Whose Appy Now?
- Diretto da: Felix Enriquèz Alcalà
- Scritto da: Neal Baer

### Trama
Le sventure del dottor Benton continuano: dopo aver scoperto che diventerà padre, aver perso l'allievo Carter (entrato nel team della dottoressa Hicks) e non aver ancora del tutto superato la morte di Dennis Gant, il medico avverte un fastidioso dolore all'addome. Si tratta di appendicite, e a operarlo saranno proprio due festosi John Carter e Maggie Doyle. Per festeggiare l'intervento, Carter invita a uscire la collega, ma durante l'appuntamento lei gli rivela di essere omosessuale. Doug deve curare un ragazzo, malato terminale di fibrosi cistica, ormai all'ultima fase del male: il diciassettenne rifiuta di essere intubato e rianimato, ma ad avere l'ultima parola è ancora la madre. Proprio quando il dottor Ross convince la donna a lasciare che il ragazzo decida dei suoi ultimi mesi di vita, il paziente ha una crisi: a Doug non resta che assecondare le implorazioni della madre, e intuba il figlio ancora una volta. Il dottor Fischer invita nuovamente Jeanie a uscire: dopo aver superato tutte le perplessità, la donna si lancia in quello che potrebbe diventare un nuovo rapporto sentimentale. Anche il dottor Greene è ormai lanciato in una burrascosa vita amorosa, ed esce con tre donne: ovviamente la resa dei conti si avrà quando tutte si ritrovano al County General in cerca di quello che credono essere il loro uomo. Haleh si trova alle prese con tutti i compiti normalmente affidati a Carol, combinando un sacco di guai.

## La rapina
- Titolo originale: The Long Way Around
- Diretto da: Christopher Chulack
- Scritto da: Lydia Woodward

### Trama
Uscendo di casa per fare delle compere, Carol si trova coinvolta in una rapina: due ragazzi scozzesi, James e Duncan, entrano in un minimarket per rapinarlo. Il tutto sfocia in una sparatoria con numerosi feriti più o meno gravi, e l'infermiera deve darsi da fare e utilizzare tutte le sue conoscenze per salvare quante più vite possibile. Con mezzi di fortuna, Carol riesce ad arginare numerosi danni, ma non a salvare il padrone del minimarket, che muore dopo numerosi tentativi di rianimazione. Mentre la polizia tenta di entrare nel negozio, la donna cerca di convincere Duncan ad arrendersi: tutti i feriti, tra cui James, hanno bisogno di un medico o rischiano di morire. Vedendosi spacciato, Duncan tenta la fuga portandosi dietro Carol come ostaggio, ma viene colpito dai proiettili di un poliziotto. Carol non si rassegna a vederlo morire e comincia un disperato massaggio cardiaco: i feriti vengono portati proprio al County General, dove la dottoressa Weaver riesce a salvare James ma poco può fare per Duncan, che muore sotto gli occhi di Carol. L'infermiera ha comunque mantenuto un ottimo comportamento, salvando tante vite grazie al suo sangue freddo: perfino l'inflessibile Kerry vede la collega sotto una luce nuova, dimenticando i contrasti del passato.
- Guest star: Ewan McGregor
- Ascolti tv Italia: 7.179.000 telespettatori [2]

## Con tutto il cuore
- Titolo originale: Faith
- Diretto da: Jonathan Kaplan
- Scritto da: John Wells

### Trama
Al County General arriva una paziente cardiopatica, Louise Cupertino, affetta da sindrome di Down: la donna ha immediatamente bisogno di un trapianto di cuore. Mark Greene e Maggie Doyle restano sconvolti quando scoprono che Louise non è stata inserita nella lista d'attesa: il medico mobilita tutto l'ospedale, vincendo le resistenze di alcuni colleghi che vedono la situazione della donna come un impedimento al trapianto. Quando, finalmente, i due riescono a ottenere il loro scopo, la madre di Louise rifiuta di firmare il consenso, sostenendo che lei non sarà per sempre accanto alla figlia e che non vuole vederla finire in una casa di accoglienza. Carol viene reintegrata a tutti gli effetti nel suo ruolo di capo infermiera: le colleghe hanno ottenuto il contratto desiderato, e nonostante la brutta esperienza della rapina la donna si sente bene. Su consiglio del dottor Ross, l'infermiera sostiene il test d'ammissione per entrare alla facoltà di medicina; nel mentre, il dottor Benton decide di prendere posizione e cerca in tutti i modi di raggiungere Carla, per dirle che è disposto ad assumersi tutte le responsabilità nella crescita del bambino. La donna, tuttavia, lo rifugge. Doug si ritrova ad avere a che fare con il ragazzo malato di fibrosi cistica che qualche tempo prima aveva salvato mediante intubazione: il ragazzo è ora maggiorenne e chiede di essere staccato dalla macchina. Il medico lo asseconda, e l'adolescente se ne va dall'ospedale, rifiutando ogni altro aiuto.

## Bianco e nero
- Titolo originale: Tribes
- Diretto da: Richard Thorpe
- Scritto da: Lance Gentile

### Trama
La routine al County General viene rotta da una sparatoria avvenuta in un fast food, che porta all'ospedale due feriti. Mentre le maggiori attenzioni vengono inizialmente riposte sul secondo arrivato, bianco, che poi si rivelerà essere uno spacciatore, sarà invece il primo, giovane promessa del basket di colore che passava per caso, a essere più grave. Gli animi si scalderanno quando i medici verranno accusati dal fratello del paziente di razzismo per aver dato la precedenza alle cure dell'uomo bianco, culminando così con una grossa discussione col dottor Greene. Carol si occupa personalmente di una ragazza vittima di stupro dopo essere stata narcotizzata mentre Carter è alle prese con una donna tossicodipendente affetta da problemi cardiaci. Vittima di un tamponamento giunge in ospedale Carla, la ragazza di Benton: fortunatamente il feto sta bene. Carla rivela sia a Jeanie che alla dottoressa Coburn il nome del padre, che a fine episodio si ritrova nella stanza in cui è ricoverata la donna, addormentata, a guardare l'ecografia fatta al bambino. Anche il dottor Greene riceve una visita inaspettata: l'ex moglie Jennifer gli lascia per qualche giorno la figlia Rachel, per andare ad assistere la madre colpita da ictus. Arriva in ospedale un altro giocatore di basket, collegato alla sparatoria precedente. Mentre quest'ultimo viene salvato da Carter, il primo muore sotto ai ferri ed è proprio il dottor Greene a doverlo dire agli amici e ai parenti della vittima.

## Questione di vita o di morte
- Titolo originale: You Bet Your Life
- Diretto da: Christopher Chulack
- Scritto da: Paul Manning

### Trama
Tra il dottor Greene e la figlia Rachel non corre buon sangue: la bambina lo accusa di essere sempre in ritardo e assente e dice di non vedere l'ora che torni la madre. Il medico scopre anche che a scuola Rachel è emarginata e per attirare l'attenzione del padre e dei compagni si dichiara malata di leucemia. A Greene viene chiesto dal dottor Anspaugh di scrivere un articolo interessante sul giornale universitario per poter ricevere un posto da docente ospedaliero. Finalmente si presenta un caso adatto: una donna con problemi psichiatrici vuole essere operata e arriva addirittura a ingoiare gli strumenti che si trova vicino. Quando questo viene scoperto la Weaver lo considera un buon caso da trattare per avere il posto da docente e lascia Mark ancora a bocca asciutta. Benton intanto, preoccupato delle condizioni di salute di Carla e soprattutto del bambino, accetta di unirsi all'équipe chirurgica della dottoressa Hicks, tornando così a lavorare con Carter. Proprio Carter è protagonista di una vicenda che lo porterà a incrinare i rapporti con Anspaugh. Il primario infatti decide di non intervenire su un paziente del giovane medico, colpito da infarto intestinale, a causa dell'alta probabilità di decesso in sala operatoria. Carter sa che così l'uomo morirà e non si dà per vinto: chiede un consulto alla Hicks che porta il paziente sotto i ferri. L'intervento riuscirà ma Carter rischierà il posto da tirocinante per essere andato contro il parere del primario e non averne parlato alla dottoressa Hicks. Alla fine di un colloquio verrà scusato ma inevitabilmente dovrà riconquistare la fiducia dei due colleghi. Carol è preoccupata per l'esito del test d'ingresso a medicina: non sembra andato bene come sperava; lei è nervosa e discute più volte con Maggie Doyle. Jeanie deve assistere una paziente in overdose di farmaci anti-AIDS. La donna muore senza che il marito la perdoni per aver contagiato la figlia e la situazione fa rivalutare a Jeanie la serata con Fischer. La fisioterapista suona a casa di Al, che al mattino le aveva portato dei fiori: i due si riconciliano.

## Joel
- Titolo originale: Calling Dr. Hathaway
- Diretto da: Paris Barclay
- Scritto da: Jason Cahill e Samantha Howard Corbin

### Trama
Carol ha paura di aprire la busta con i risultati del test d'ammissione a medicina. Arrivata in ospedale scopre però dalla dottoressa Weaver che è andata molto bene. La Weaver così la terrà sotto pressione per tutta la giornata, volendo insegnarle quante più cose possibili in vista dell'università. Greene intanto non riesce a trovare un giorno libero per stare con Rachel: dimentica pure di dover incontrare la classe a scuola. Stimolato da due pazienti che per una stravagante ricerca creano casi clinici assurdi, Mark decide di portare la figlia e le compagne in reparto per conoscere il suo lavoro: l'iniziativa riscuote successo. La collaborazione di Greene con la psichiatra dell'ospedale sfocia in un appuntamento. Una cavia di enorme valore scappa dal laboratorio del County General, inducendo così Jerry a far di tutto pur di trovarla e ricevere la ricompensa di 5000$. Dopo una lunga caccia, l'infermiera Wendy terrorizzata quasi la uccide. Jeanie non si dà per vinta e riesce a rianimare il topo, tenendo per sé il premio. Carter è ancora nel mirino di Anspaugh: pure dopo aver salvato un paziente dimostrando bravura il primario non porta il medico in sala operatoria. John deve però salvare il paziente dopo l'intervento scoprendo così che Edson ha commesso una grossa leggerezza non completando l'anamnesi pre-operatoria dell'uomo, allergico all'antibiotico somministratogli. Dale falsa la cartella clinica imputando al paziente la colpa di non aver dichiarato la sua allergia. Carter decide di non prendere provvedimenti, ma intima a Edson di non provarci una seconda volta. Il giovane medico deve occuparsi anche dei pazienti di Benton: Peter preferisce stare vicino a Carla, che soffre di diabete gestazionale e deve prendere l'insulina. In pronto soccorso arriva Joel, un bambino affetto da ipoplasia cardiaca sinistra. In un primo momento il bimbo viene salvato, ma in seguito gli è fatale un arresto cardiaco. Carol sta vicino alla madre di Joel, ed è proprio in questi momenti che capisce di voler rimanere infermiera: durante la sera raggiunge le colleghe e comunica loro la sua decisione.

## Momenti difficili
- Titolo originale: Random Acts
- Diretto da: Jonathan Kaplan
- Scritto da: Carol Flint

### Trama
Tutto il County General vive un terribile episodio: il dottor Greene viene minacciato, all'uscita dal lavoro, dal familiare di un ex paziente deceduto al Pronto Soccorso, rabbioso per aver ricevuto a casa la lettera con il "conto" dell'ospedale dopo la morte del fratello. Inizialmente Greene non dà peso alla cosa, ma la situazione degenera quando un uomo misterioso lo attende nei bagni dell'ospedale e lo picchia a sangue, fratturandogli una mano. A trovare il collega è Doug, che dà immediatamente l'allarme: fortunatamente per Mark, non ci sono conseguenze permanenti, ma lo shock per quanto è successo è ancora forte. Doug visita il figlio di un campione di golf e viene accusato da Carol di riservare dei favoritismi al bambino, prescrivendogli visite troppo approfondite: l'infermiera è costretta a ricredersi quando si scopre che il piccolo è affetto da retinite pigmentosa e rischia di perdere la vista. Il dottor Fischer, su richiesta di Jeanie, visita Al Boulet per inserirlo nel programma di una nuova cura sperimentale anti-HIV: egli percepisce in fretta che fra i due c'è ancora qualcosa e affronta la donna. Jeanie dichiara di non sapere se ama ancora il marito e finisce per passare la notte con Al. Carter è alle prese con un trapianto di rene in cui i donatori sono fratelli; nel mentre, in corsia gira un misterioso manoscritto che racconta, romanzandola, la vita di tutti i giorni in pronto soccorso.

## Buon compleanno Carol
- Titolo originale: Make a Wish
- Diretto da: Richard Thorpe
- Scritto da: Lydia Woodward

### Trama
In ospedale è arrivata una nuova tirocinante, Anna Del Amico, che si specializza in pediatria sotto la supervisione della dott.ssa Coburn. Carla accusa le prime doglie ed entra in travaglio al settimo mese di gravidanza; il bambino nasce con gravi problemi respiratori. Benton si trova quindi a fronteggiare una scelta difficile, ossia se sottoporre il piccolo a una nuova cura sperimentale che potrebbe migliorare l'ossigenazione del sangue, ma con un forte rischio di emorragia e paralisi cerebrale. Carter ha in cura un paziente con un'ulcera perforata che rifiuta di farsi operare: il medico cerca quindi di curarlo utilizzando solamente i farmaci. Dopo l'ennesimo scontro con il dottor Anspaugh, in cui il medico ricorda che "lo scopo di un chirurgo è tagliare", Carter comincia a chiedersi se non sia il caso di cambiare specializzazione, chiedendo informazioni alla dottoressa Weaver su come passare a Medicina d'Urgenza. Greene. ancora sconvolto da quanto gli è capitato, è in pieno stress post-traumatico: a farlo impazzire, soprattutto, è il non avere idea di chi possa essere stato ad aggredirlo. Doug organizza una festa a sorpresa per il compleanno di Carol, in cui tutti vengono invitati a esprimere un desiderio.

## Il figlio di Benton
- Titolo originale: One More for the Road
- Diretto da: Christopher Chulack
- Scritto da: John Wells

### Trama
Il dottor Greene, fisicamente, comincia a migliorare; i segni della violenza fisica stanno ormai scomparendo, ma l'animo di Mark è ancora profondamente turbato. Alla notizia che la polizia non sa più come muoversi, il medico perde il controllo e sfascia i mobili della sala comune. La dottoressa Del Amico visita un ragazzino con problemi a un'anca, prescrivendogli impegnativi e costosi esami per escludere l'ipotesi di un'artrosi precoce; il dottor Ross, ritenendo tali controlli inutili, manda il bambino a casa, provocando così il primo scontro con la collega pediatra, che gli impone di non intromettersi nei suoi pazienti. Carter affronta Anspaugh, chiedendogli di poter abbandonare la specializzazione in Chirurgia per passare a Medicina d'Urgenza; sulle prime, il medico non ne vuole sapere, blandendo il ragazzo a comportarsi da uomo e accusandolo di non saper rimanere fedele alle proprie decisioni. Lo scontro tra i due si fa più forte quando, per assistere una coppia di anziani pazienti, Carter decide di saltare il giornaliero giro di visite con il primario. Ormai il giovane dottore è deciso: durante un confronto, egli spiega come si senta fatto per stare a contatto con i pazienti, sentendo di poter diventare un discreto chirurgo ma un grande medico. Anspaugh, a malincuore, comprende e lo fa passare sotto la responsabilità della dottoressa Weaver. Al County General si fa, purtroppo, rivedere Charlie: a soli 14 anni, la ragazza arriva in overdose di eroina e altre droghe. Doug cerca di ammonirla a non ripetere l'episodio, ma la ragazza scappa senza farsi ritrovare. In metro, Mark viene quasi aggredito da un gruppo di teppisti; il dottore tira fuori la pistola per difendersi, spaventando gli aggressori e se stesso. Il figlio di Benton e Carla, sottoposto al trattamento, sta bene e presto potrà uscire dall'ospedale; è ancora presto, però, per escludere del tutto danni cerebrali. Sconvolto, Peter si rifugia in chiesa, dove viene raggiunto dalla sorella, che lo aiuta a mettere chiarezza nei propri confusi pensieri e lo accompagna al primo contatto fisico con il piccolino. Nel finale, Carol torna a casa dopo un appuntamento galante: la donna trova ad aspettarla il dottor Ross, che senza esitazioni la bacia.
- Guest star: Kirsten Dunst (Charlie)